# 鄭永淑
鄭永淑（1947年4月1日—），韓國女演員，其他常見譯名有鄭英淑以及誤譯鄭永琡等。

## 演出作品

### 電視劇
- 1989年：KBS《一半失敗》
- 1992年：KBS《花戒指》
- 1992年：KBS《沒有早晨之星》
- 1996年：MBC《甜蜜的人生》
- 1999年：SBS《KAIST》
- 2002年：KBS《帝國的早晨》飾演 神明順成王太后劉氏
- 2002年：MBC《人魚小姐》飾演 韓京惠
- 2002年：SBS《野人時代》
- 2003年：KBS《武人時代》飾演 崔尚宮
- 2004年：MBC《溪花村的人們》
- 2004年：MBC《我想要愛》
- 2005年：KBS《結婚》
- 2005年：MBC《錢藥舖的女兒們》
- 2006年：MBC《我們結婚吧》
- 2006年：OCN《有一天》
- 2007年：MBC《白色巨塔》飾演 俊赫母
- 2007年：MBC《文熙》飾演 宋玉喜
- 2008年：MBC《伊甸園之東》飾演 裴華美
- 2008年：SBS《情定泰勒瓦》
- 2009年：KBS《熱血男兒》
- 2010年：KBS《笑吧！東海》飾演 金末善
- 2011年：KBS《甜蜜的心跳》飾演 陽愛子
- 2011年：KBS《Miss Ripley》飾演 明勳的母親
- 2011年：SBS《The Musical》
- 2011年：KBS《HDTV文學館－愛的房間的客人與媽媽》
- 2012年：SBS Plus《愛你》飾演 宋伊芬
- 2013年：KBS《廣告天才李太白》飾演 池貫順
- 2013年：MBC《當男人戀愛時》飾演 尹洪慈
- 2013年：MBC《Drama Festival－；‧，！：我媽媽爸爸奶奶安娜》飾演 奶奶
- 2014年：KBS《天上女人》飾演 孔貞順
- 2015年：MBC《不屈的車女士》飾演 玉芬
- 2017年：KBS《花開了，達順啊！》飾演 崔錦善
- 2019年：JTBC《耀眼》飾演 鄭永淑
- 2019年：KBS《生日信》飾演 呂日愛（老年）
- 2020年：OCN《Missing：他們存在過》飾演 韓汝姬
- 2020年：SBS《Stove League》飾演 勝守和英洙的媽媽
- 2020年：SBS《飛吧開天龍》飾演 明熙的婆婆（特別出演）
- 2021年：KBS《即使被騙也要做夢》（特別出演）
- 2023年：KBS《孝心的家各自為生》飾演 崔明熙

### 電影
- 1999年：《The Spy》
- 2001年：《Mission Barabbas》
- 2004年：《Red Eye》（客串）
- 2006年：《我們的幸福時光》飾演 文維貞的媽媽
- 2008年：《孤立者》
- 2019年：《夢想》飾演 李梅子
- 2021年：《危樓深淵》飾演 吳奶奶

## 外部連結
- NAVER （页面存档备份，存于）